# Codex Carolinus

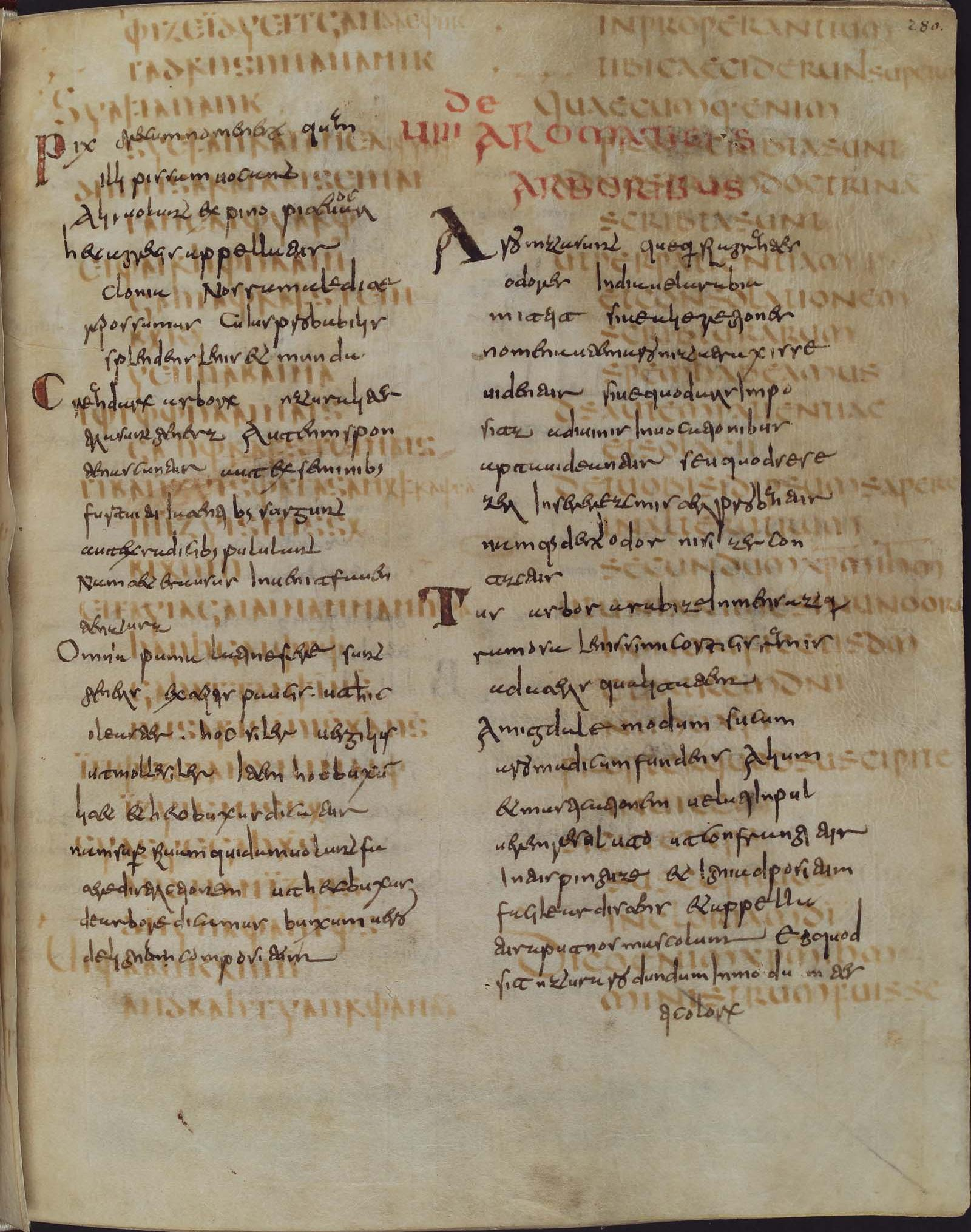
Codex Carolinus, pasáž 15:3-8 z listu Římanům

Codex Carolinus je dvojjazyčný gótsko-latinský unciální rukopis s textem Nového zákona, který vznikl v šestém nebo sedmém století. Latinská část je opisem „starolatinského“ překladu Vetus Latina, gótský text je jedním z mála opisů Wulfilovy gótské bible. Rukopis je dnes uložen v knihovně vévody Augusta v dolnosaském Wolfenbüttelu.
Do dnešní doby se z díla dochovaly jen malá část, útržky 11-15 kapitoly listu Římanům na čtyřech pergamenech velikost 26,5×21,5cm. Text je napsán ve dvou paralelních sloupcích, v každém je 27 řádek. Levý sloupec je v gótštině, pravý latinsky. Všechny obsažené verše jsou: 11:33-12:5; 12:17-13:5; 14:9-20; 15:3-13.
Dochovaná část je navíc palimpsest. Svrchní text je latinsky psané dílo Etymologiae Isidora ze Sevilly a šest jeho dopisů. Jedná se o součást většího díla, Codex Guelferbytanus 64 Weissenburgensis, které formou palimpsestu obsahuje ještě další významné rukopisy Codex Guelferbytanus A a Codex Guelferbytanus B.
Paleografií byl určen vznik rukopisu v 6. nebo v 7. století, podle Tischendorfa byl napsán ve století šestém. Pravděpodobně byl původně napsán v Itálii, ale o jeho rané historii není nic známo. Pergamen byl přepsán novým textem v 12. nebo 13. století a než se dostal do Dolního Saska, byl uchováván v Bobbiu, Weissenburgu, Mohuči a v Praze. V roce 1689 jej zakoupil vévoda brunšvický.